# Saint-Michel-d'Aurance

Saint-Michel-d'Aurance este o comună în departamentul Ardèche din sud-estul Franței. În 1 ianuarie 2022 avea o populație de 262 de locuitori.